# Nordre Kolsøya
Nordre Kolsøya, est une île dans le landskap Sunnhordland du comté de Vestland. Elle appartient administrativement à Kvinnherad.

## Géographie
Rocheuse et couverte d'arbres, elle s'étend sur environ 341 m de longueur pour une largeur approximative de 263 m.